# Veggie Pride

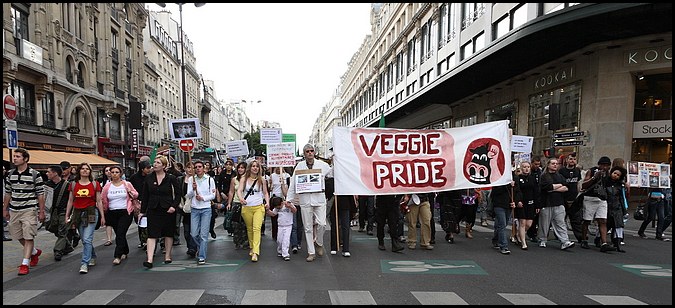
Veggie Pride de 2008 en París.

El Veggie Pride es un evento internacional que celebra y promueve el vegetarianismo y el veganismo.
Se realiza anualmente en París desde 2001, si bien después ha sido emulado en otras ciudades del mundo. Lleva juntos a vegetarianos y veganos a mostrar su orgullo a rechazar comidas de origen animal y a denunciar la discriminación que sufren, tanto personalmente como en términos de expresar sus ideas. El Veggie Pride tiene la intención de animar a los vegetarianos a afirmar sus convicciones y llevar a la sociedad a aceptar el debate sobre la legitimación del consumo de animales.
El primer Veggie Pride italiano se realizó en Roma el 17 de mayo de 2008 y asistieron unas 700 personas. En 2009, el Veggie Pride se realizó simultáneamente en Birmingham, Lyon, Milán y Praga.

## Veggie Pride Parades

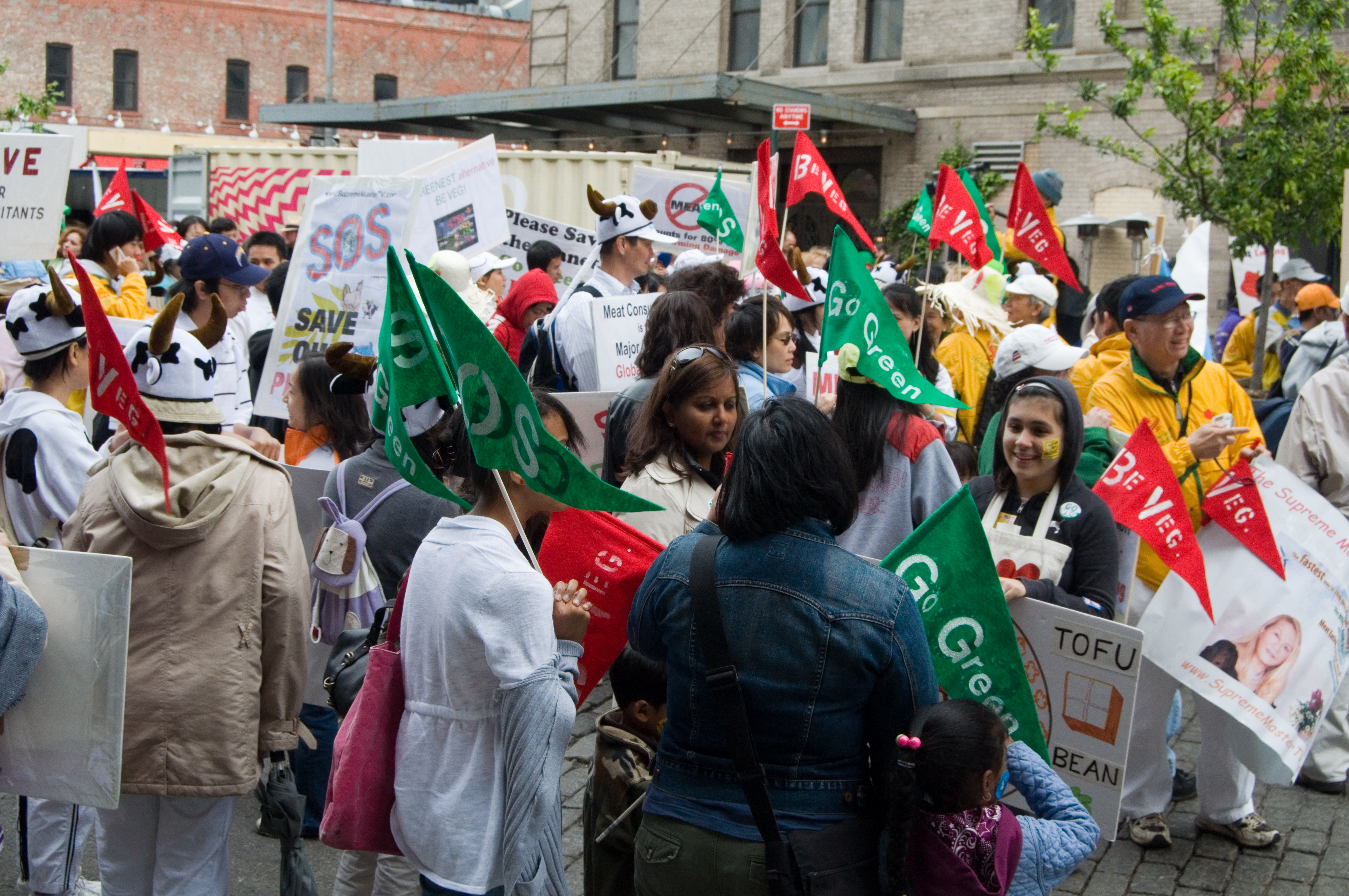
Veggie Pride Parade de 2009 en Nueva York.

La primera Veggie Pride Parade (desfile Veggie Pride) estadounidense se celebró en 2008 en Manhattan, Nueva York y asistieron varios centenares de vegetarianos o veganos.
El 26 de abril de 2009 se celebró en Los Ángeles el Los Angeles Veggie Pride Parade, que tuvo a Rory Freedman, autora de Skinny Bitch, y a Karen Dawn, autora de Thanking the Monkey: Rethinking the Way We Treat Animals como oradores invitados. El 17 de mayo del mismo año se celebró en Nueva York el Veggie Pride Parade, al que asistieron John Phillips, director ejecutivo de la New York League of Humane Voters, Freya Dinshah, director de la American Vegan Society, el miembro del consejo de Queens Tony Avella y el candidato a mayoral de la ciudad de Nueva York, Paul Shapiro, director de les campañas sobre granjas factoría de la Humane Society of the United States (HSUS) y Christine Vardaros, atleta vegana, entre otros.

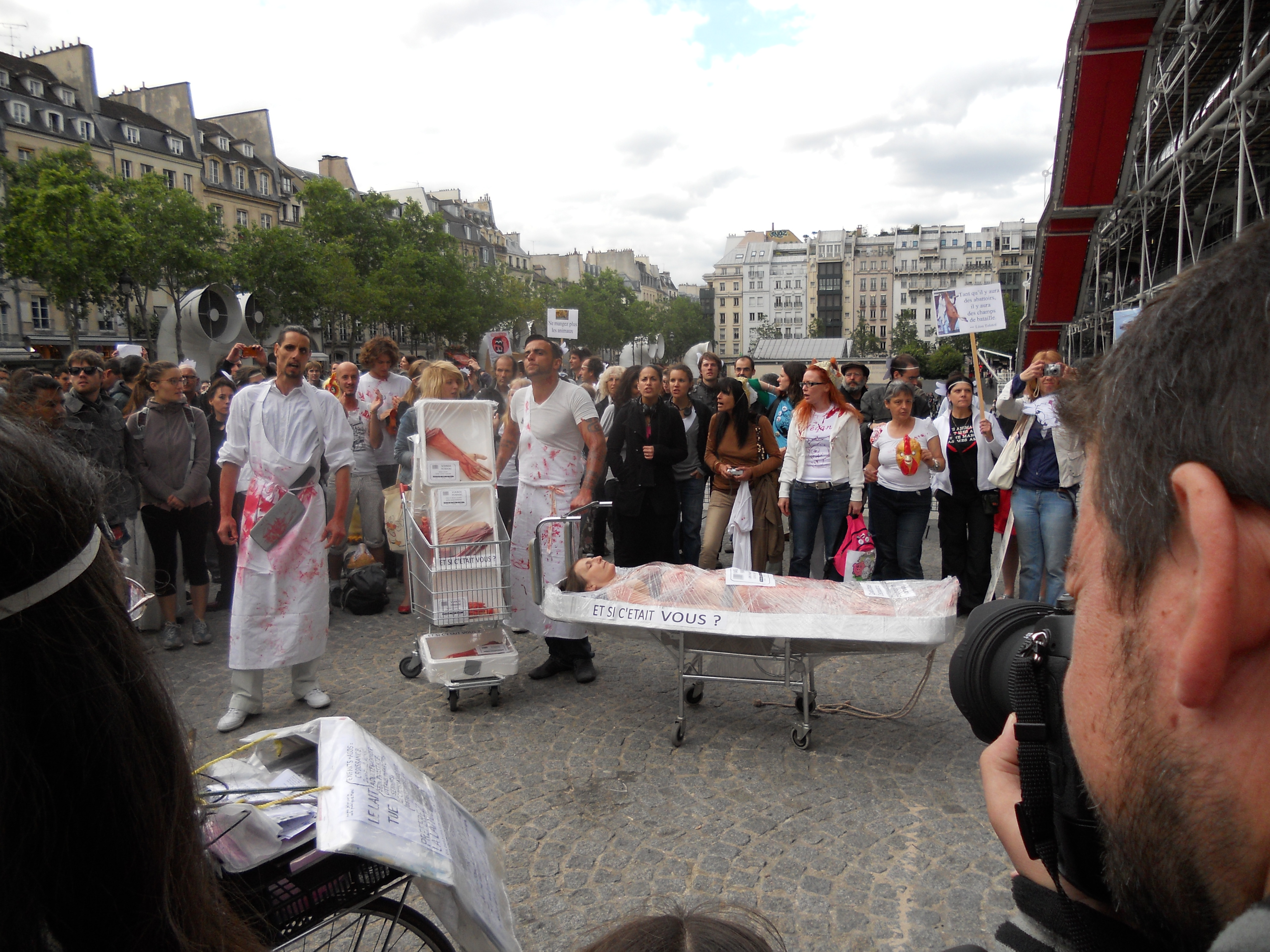
Veggie Pride de 2011 en París.